# Witold Zuchiewicz
Witold Aleksander Zuchiewicz (* 13. Dezember 1955 in Krakau, Polen; † 27. August 2012 ebenda) war ein polnischer Geologe, der sich insbesondere mit Quartärforschung, Tektonik (speziell Karpaten) und Geomorphologie befasste. Er gilt als Vorreiter der Neotektonik in Polen.

## Leben
Zuchiewicz studierte Geographie an der Jagiellonen-Universität Krakau mit dem Diplomabschluss 1978. Ab 1979 war er am Institut für Geologie. 1981 wurde er dort in Geologie promoviert und 1988 habilitiert auf dem Gebiet struktureller Geologie und Geomorphologie. 1982 wurde er Assistent und 1990 Assistenzprofessor. 2001 erhielt er eine volle Professur an der Jagiellonen-Universität Krakau (und war 1996 bis 2007 Präsident des wissenschaftlichen Rats des Geologischen Instituts) und 2007 an der Akademie für Bergbau und Hüttenwesen Krakau (AGH) in Krakau.
Er war Gastwissenschaftler in Padua, Stockholm, Udine, Utah (Logan) und London (Brunel University). Neben Feldstudien in den Karpaten und Sudeten unternahm er auch solche in Schweden, den Südalpen, der Basin and Range Province, Vietnam (er erhielt mehrere vietnamesische Auszeichnungen) und Laos.
2007 erhielt er die Serge-von-Bubnoff-Medaille.
Ab 1993 war er Herausgeber der Folia Quaternaria und 2002 bis 2011 der Annales Societas Geologorum Poloniae. 1995 bis 1999 war er Mitherausgeber von Przeglad Geologiczny und seit 2008 von Geological Quarterly. Er war seit 2004 korrespondierendes Mitglied der Polnischen Akademie der Wissenschaften.
1991 bis 1995 war er Sekretär der Neotektonik Kommission der INQUA. 1987 bis 1989 war er im Rat der Polnischen Geologischen Gesellschaft.

## Schriften
- Selected aspects of the neotectonics of the polish Carpatians, Folia Quaternaria, Band 66, 1995, S. 145–204
- Evolution of the eastern Beskid Niski Mountains and morphotectonics of the polish Carpatians, Zeszyty Naukowe AGH, 1156, kwartalnik Geologia, Band 13, 1987, S. 3–167
- mit J. Golonka, M. Krobicki, J. Pajak, N. Giang Global plate tectonics and paleogeography of Southeast Asia, AGH University of Science and Technology, Krakau 2006
- Neotektonika Karpat polskich i zapadliska przedkarpackiego, Wydawnictwa AGH, Krakau 2010